# Антипенко, Николай Александрович
Никола́й Алекса́ндрович Анти́пенко (1901—1988) — советский военачальник, один из крупнейших руководителей войскового тыла в Великой Отечественной войне. Генерал-лейтенант интендантской службы (1943). Доктор исторических наук.

## Биография
Родился в селе Нижний Куркулак (с 1933 года — село Гавриловка, с 1938 — Ворошиловка, с 1958 — Жовтневое, с 2016 — село Покровское, Пологовский район Запорожской области Украины) в крестьянской семье. Украинец. Мать — Мария Сергеевна, отец — Александр Данилович Антипенко. Отец участвовал в крестьянских выступлениях во время первой русской революции, за что семья на 2 года высылалась в административном порядке из Нижнего Куркулака в 1907 году, после истечения срока высылки семья вернулась в родное село. С раннего детства работал по найму у кулаков. С 1915 по 1919 годы учился в Обиточненском сельскохозяйственном училище.
В Красной Армии с февраля 1920 года. Участвовал в Гражданской войне. Воевал на Южном фронте против войск Русской армии генерала П. Н. Врангеля. С февраля 1922 года служил политруком роты в дивизионной школе школы 3-й Казанской стрелковой дивизии Украинского военного округа (школа дислоцировалась в г. Симферополь). Осенью 1925 года его перевели на службу в пограничные войска ОГПУ СССР и направили на учёбу. В 1927 году окончил Высшую пограничную школу ОГПУ и направлен для дальнейшего прохождения службы в Среднюю Азию. С марта 1927 года служил помощником начальника 45-го Мервского пограничного отряда ОГПУ по политчасти, с 1932 года — начальником и комиссаром Ташкентской пограничной радиошколы ОГПУ (с 1934 НКВД СССР). Во время службы в Средней Азии неоднократно участвовал в боевых действиях против басмачей.
В 1935 году назначен начальником политотдела 5-й железнодорожной бригады войск НКВД (Киев), с 1938 — помощник начальника Управления пограничных войск НКВД Харьковского округа – начальник окружного управления снабжения, с 1940 — начальник управления снабжения Западного пограничного округа (управление в г. Львов) и помощник начальника Львовского погранотряда. Тогда же заочно окончил Военную академию РККА им. М. В. Фрунзе.
Великую Отечественную войну встретил во Львове. Принял участие в Львовско-Черновицкой оборонительной операции. Уже в начале июля 1941 года был переведён из пограничных войск в РККА и назначен интендантом 30-й армии Западного фронта. Участвовал в составе этой армии в Смоленском сражении 1941 года.
В конце августа 1941 года назначен интендантом (с сентября 1941 — начальником тыла) 49-й армии, вместе с которой прошёл через всю битву за Москву. В ходе этого сражения армия участвовала в Можайско-Малоярославецкой оборонительной, Тульской, Калужской и Ржевско-Вяземской (1942 года) наступательных операциях.  В феврале 1942 года при выезде в войска и проведении совещания прямым попаданием немецкой авиабомбы был разрушен блиндаж, в котором оно проводилось, Н. А. Антипенко был контужен и откопан бойцами из-под земли в бессознательном состоянии, а почти все остальные присутствовавшие в блиндаже командиры погибли.
С июля 1942 года — заместитель командующего фронтом по тылу — начальник Управления тыла Брянского фронта, с февраля 1943 года на такой же должности на Центральном фронте, с апреля 1944 — на 1-м Белорусском фронте. Его деятельность по обеспечению войск и по подготовке к крупнейшим операциям войны в своих мемуарах высоко оценивали командующие этими фронтами К. К. Рокоссовский и Г. К. Жуков. Участвовал в Воронежско-Ворошиловградской оборонительной операции, Севской наступательной операции, в Курской битве и битве за Днепр, в Белорусской, Висло-Одерской и Берлинской наступательных операциях.
После победного завершения Берлинской операции командующий фронтом Г. К. Жуков представил Н. А. Антипенко к присвоению звания Героя Советского Союза, но оно не было ему присвоено. В 1970 году сразу несколько Маршалов Советского Союза — Г. К. Жуков, И. С. Конев, А. М. Василевский и И. Х. Баграмян — направили в Президиум Верховного Совета СССР обращение с просьбой присвоить Н. А. Антипенко звание Героя Социалистического Труда, но и оно не было реализовано.
С сентября 1945 года — начальник тыла Группы советских оккупационных войск в Германии. Однако уже в конце 1945 года был отозван в Москву и назначен начальник Главвоенстроя Вооруженных Сил СССР, в 1948—1957 годах — старший преподаватель Высшей военной академии им. К. Е. Ворошилова.
В 1957—1961 гг. — член авторского коллектива при Генеральном штабе.
В ноябре 1960 года генерал-лейтенант Н. А. Антипенко уволен в запас, но продолжал активно трудиться. В 1961—1962 гг. — начальник Госинспекции по контролю за отчислением и использованием сельскохозяйственных продуктов общесоюзного фонда Государственного комитета заготовок Совета Министров СССР, с 1962 года — преподаватель кафедры тыла Военной академии Генерального штаба в качестве вольнонаёмного специалиста. Одновременно в 1960—1970-е годы — старший научный сотрудник Института военной истории Министерства обороны СССР. Доктор исторических наук, ему принадлежит около пятисот научных работ и публикаций. Член авторского коллектива фундаментального научного труда «Тыл Советских Вооружённых Сил в Великой Отечественной войне 1941-1945 гг.» Книга воспоминаний о маршалах Жукове и Рокоссовском вышла в свет спустя много лет после его смерти.
В январе 1965 года обратился с письмо в ЦК КПСС, в котором высказался против дискриминации Г. К. Жукова:
Мало кто верит тому, что Жуков противопоставлял себя партии, что он недооценивал роль партии в Вооруженных Силах, что ему присущи черты бонапартизма и прочее.
Домыслы, на которых некоторые военные сделали себе карьеру, лишь вызывают неуважение к их сочинителям.
Мы идем навстречу 20-ти летию победы над фашистской Германией. С этим событием имя Жукова связано больше, нежели чье-либо другое из отдельных лиц.
Нет нужды лишний раз подчеркивать руководящую и решающую роль партии в исторических победах над врагом. Это каждому понятно. Но наша партия никогда не умаляла роли отдельных лиц, проявивших себя на том или ином участке борьбы за Родину.
Политическая реабилитация маршала ЖУКОВА Г.К., которой ждут миллионы советских граждан, прозвучала бы на весь мир, как восстановление справедливости.
— Член КПСС генерал запаса АНТИПЕНКО.
До последних лет жизни маршала Н. А. Антипенко поддерживал с Г. К. Жуковым дружеские отношения.
Скончался в Москве 17 марта 1988 года. Согласно завещанию, генерал-лейтенанта Н. А. Антипенко 24 марта 1988 года похоронили в его родном селе Жовтневое — на местном воинском мемориале.

## Награды
- Три ордена Ленина (02.10.1943, 06.04.1945, 06.11.1945)
- Четыре ордена Красного Знамени (21.07.1942, 03.11.1944, 25.10.1950, 1968)
- Орден Суворова 1-й степени (29.05.1945)
- Орден Кутузова 1-й степени (23.08.1944)
- Орден Кутузова 2-й степени (16.09.1945)
- Два ордена Орден Отечественной войны 1-й степени (27.08.1943, 06.04.1985)
- Орден Красной Звезды (1981)
- Орден Трудового Красного Знамени Туркменской ССР (07.12.1930)[10]
- медали[11]

## Воинские звания
- комбриг (5.05.1940)
- генерал-майор интендантской службы (2.01.1942)
- генерал-лейтенант интендантской службы (18.09.1943)

## Память
- В родном селе Н. А. Антипенко Покровское ему установлен памятник и открыт музей. Одна из улиц села носит имя генерала Антипенко.
- В 2011 году Укрпочта выпустила художественный маркированный конверт к 110-летию со дня рождения Н. А. Антипенко.

## Мемуары
- Антипенко Н. А. На главном направлении. (Воспоминания заместителя командующего фронтом). — М.: Наука, 1967. — 348 с. — (Вторая мировая война в исследованиях, воспоминаниях, документах). — 50 000 экз.[12]
- Антипенко Н. А. Фронт и тыл. — М.: Знание, 1977.
- Антипенко Н. А. Рядом с Г. К. Жуковым и К. К. Рокоссовским. Очерки. – М.: ООО «Церера», 2001.
- Антипенко Н. А. Тыл в Московской битве. // Провал гитлеровского наступления на Москву. 25 лет разгрома немецко-фашистских войск под Москвой. 1941-1966. — М.: Наука, 1966. — 350 с. — С.327—342.
- Антипенко Н. А. От Вислы до Одера. // «Военно-исторический журнал». — 1965. — № 3. — С.66—81.